# Madison Violet
Madison Violet es un dúo canadiense compuesto por las cantautoras Brenley MacEachern y Lisa MacIsaac. El grupo ha recibido numerosos galardones y nominaciones, entre los que destaca la nominación al Premio Juno.

## Historia
MacIsaac y MacEachern se conocieron en Toronto a finales de los 90 cuando esta última formaba parte de una banda llamada Zoebliss. MacIsaac se unió brevemente con el grupo y tras su disolución en 1999, continuó colaborando con MacEachern como dúo. En un primer momento tomaron el nombre de Madviolet, pero más tarde lo cambiaron a Madison Violet.
Publicaron tras álbumes con sellos independientes en Canadá antes de firmar con True North Records para lanzar en 2009 su cuarto álbum, No Fool for Trying, seguido dos años más tarde por The Good in Goodbye. El dúo realizó una extensa gira por Canadá, Europa, Reino Unido y Australia y en 2013 publicaron el álbum en directo Come As You Are: Live, grabado y filmado en el Kulturkirche de Colonia (Alemania).
En 2010, la banda fue nominada a los premios Juno por su álbum No Fool For Trying. Ese mismo año fueron galardonadas con el premio a la canción del año en el John Lennon Songwriting Contest por el tema "The Ransom". En enero de 2011 recibieron la nominación a los Independent Music Awards en la categoría de cantautor por No Fool for Trying, ganaron el galardón en la categoría de mejor canción folk por los temas "The Ransom"" y Small of My Heart".
Tras finalizar su contrato con True North Records la banda pasó la mayor parte de 2014 grabando y experimentando con sonidos más próximos al Pop y la música electrónica. Firmaron con la compañía Ultra Records y lanzaron el 11 de septiembre el sencillo These Ships (Matt James Remix). En 2016 se espera la publicación de su nuevo álbum The Year of the Horse.
MacIsaac es hermana de la violinista Ashley MacIsaac. MacIsaac y MacEachern han hecho pública su homosexualidad.

## Discografía

### Álbumes
- Mad Violet (2002)
- Worry the Jury (2004)
- Caravan (2006)
- No Fool for Trying (2009)
- The Good in Goodbye (2011)
- Come As You Are: Live (2013)
- The Year of the Horse (2016)
- Everything’s Shifting (2019)

### Sencillos
- Light it Up (2004)
- Wake Up (2005)
- Crying (2009)
- These Ships (Matt James Remix) (2015)